# Alexandre Beck
Alexandre Beck (1972) é um ilustrador e cartunista brasileiro. Formado em Agronomia e Comunicação Social, começou sua carreira em 2000 no jornal Diário Catarinense, onde fazia ilustrações e publicava a tira cômica República. Em 2009, a pedido de um amigo que precisava de uma ilustração para uma matéria sobre economia, criou um personagem que viria a se tornar seu trabalho mais conhecido: Armandinho, um menino contestador em cujas tiras sempre são apresentados temas polêmicos, principalmente discutindo questões sociais.
Devido à popularidade que Armandinho alcançou entre os leitores do jornal, ele passou a ser publicado regularmente a partir de 17 de maio de 2010. Depois, Armandinho passou a também ser publicado em outros jornais (como Zero Hora e Folha de S.Paulo, entre outros) e a ser licenciado para livros didáticos. O nome do personagem foi escolhido em um concurso entre os leitores do Diário Catarinense. O personagem também passou a ser publicado regularmente, a partir de 2011, em uma fan page no Facebook e ganhou oito coletâneas impressas publicados de forma independente entre 2013 e 2018.
No final de 2018, Alexandre Beck se envolveu em uma polêmica com a Brigada Militar do Rio Grande do Sul após publicar uma tira na qual uma criança negra não queria correr perto de um policial por se sentir insegura. A tira foi publicada no jornal Zero Hora em 18 de novembro, mesmo dia em que a Brigada comemorava 181 anos (fato que Alexandre Beck afirma ter sido apenas uma coincidência). A Brigada emitiu uma nota de protesto e o cartunista recebeu diversas mensagens com ofensas e ameaças. Pouco depois deste acontecimento, o Diário Catarinense e alguns outros jornais informaram a suspensão da publicação da tira.
Em 2019, Alexandre Beck ganhou o Prêmio Angelo Agostini de "melhor web comics" pela tira do Armandinho.